# Balajt
Balajt este un sat în districtul Edelény, județul Borsod-Abaúj-Zemplén, Ungaria, având o populație de 465 de locuitori (2011). 

## Demografie
Componența etnică a satului Balajt
     Maghiari (62,21%)
     Romi (37,79%)
Componența confesională a satului Balajt
     Romano-catolici (58,71%)
     Reformați (24,95%)
     Fără religie (4,52%)
     Necunoscută (10,97%)
     Greco-catolici (0,86%)
Conform recensământului din 2011, satul Balajt avea 465 de locuitori. Din punct de vedere etnic, majoritatea locuitorilor (62,21%) erau maghiari, cu o minoritate de romi (37,79%).  Din punct de vedere confesional, majoritatea locuitorilor (58,71%) erau romano-catolici, existând și minorități de reformați (24,95%) și persoane fără religie (4,52%). Pentru 10,97% din locuitori nu este cunoscută apartenența confesională.